# Petriolo
Petriolo – miejscowość i gmina we Włoszech, w regionie Marche, w prowincji Macerata.
Według danych na rok 2004 gminę zamieszkiwało 2045 osób, 136,3 os./km².